# Coney Island (Missouri)
Coney Island é uma vila localizada no estado americano de Missouri, no Condado de Stone.

## Demografia
Segundo o censo americano de 2000, a sua população era de 94 habitantes.
Em 2006, foi estimada uma população de 100, um aumento de 6 (6.4%).

## Geografia
De acordo com o United States Census Bureau tem uma área de
0,2 km², dos quais 0,2 km² cobertos por terra e 0,0 km² cobertos por água.

## Localidades na vizinhança
O diagrama seguinte representa as localidades num raio de 12 km ao redor de Coney Island.